# N'goni
Pour les articles homonymes, voir Ngoni et Molo.

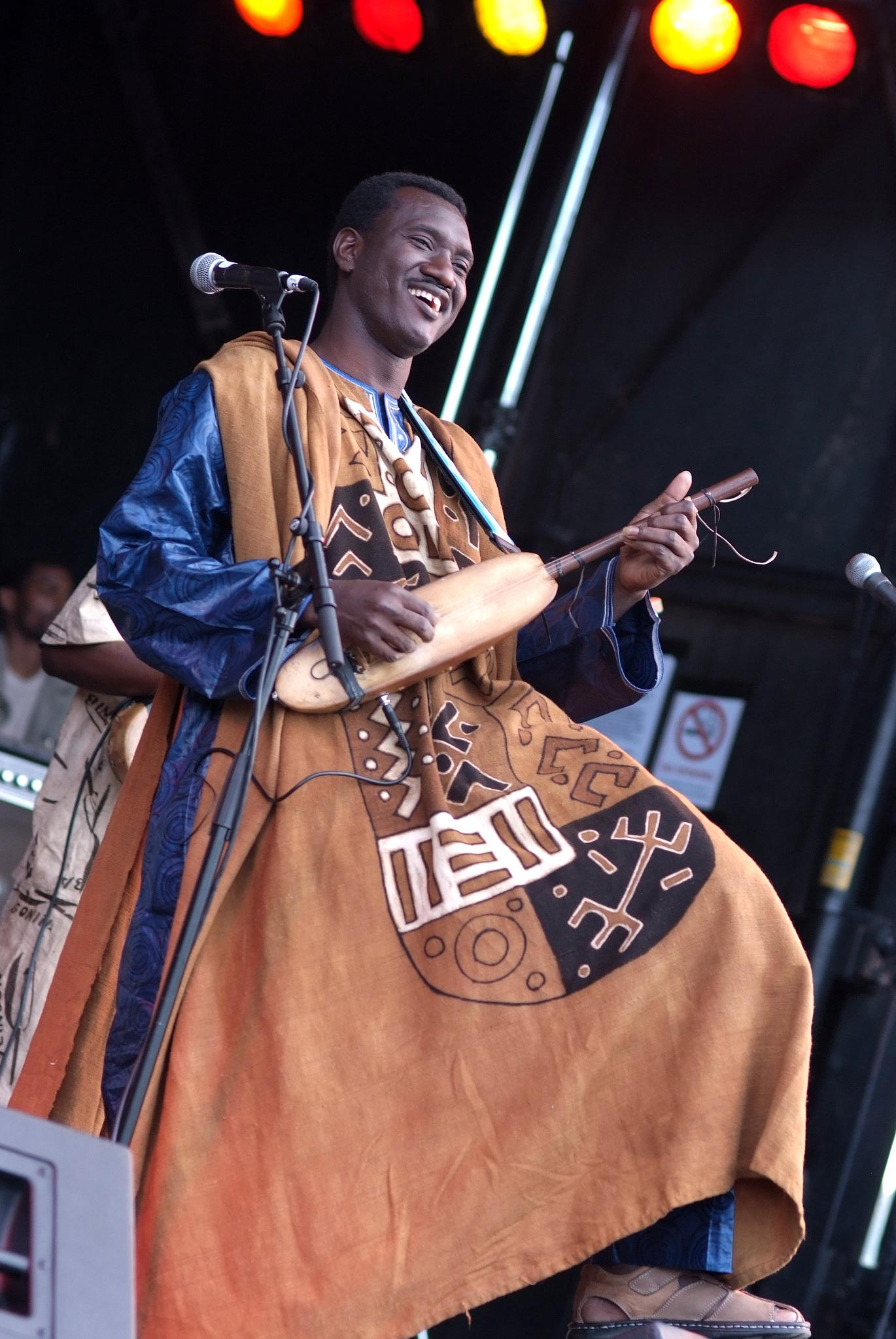
Bassekou Kouyaté jouant du djéli ngoni

Le n’goni  est la guitare traditionnelle ouest africaine ( de Côte d'ivoire). C’est un instrument à cordes pincées originaire de l´Afrique de l´Ouest. C'est un terme désignant plusieurs instruments similaires qui sont soit des luths, soit des harpes-luths.

## Djéli n'goni
Le n'goni comme luth désigne un instrument typiquement ouest africaine, aussi appelé djéli n'goni (« luth de griot ») chez les Bambaras et nkoni ou koni. C'est l'une des nombreuses appellations pour les luths utilisés dans la musique des différentes ethnies d'Afrique de l'Ouest : le bappe, le diassaré, le duru, le gambaré, le garaya, le goumbale, le gurumi, le hoddu, le keleli, le koubour, le molo, le n'déré, le taherdent, la tidinit ou le xalam. Certains guembris en sont très proches aussi.

### Facture
Long de 70 cm, il est formé d'une caisse de résonance naviforme en bois massif, recouverte d'une peau de veau et un manche en bois rond et mince ne passant pas pleinement au travers. Les cordes en nylon (4 traditionnellement, mais jusqu'à 7 voire 12 aujourd'hui) sont fixées à l'aide d'anneaux de cuir, parallèlement au manche de l'instrument qui suit la même ligne que la caisse de résonance. Elles passent sur un petit chevalet en éventail.

### Jeu
Seules les deux cordes du milieu sont jouées, les autres n'étant que des bourdons. On en joue avec pouce et index droits, comme un banjo, dont il est certainement l'un des ancêtres[réf. nécessaire].
Parmi les virtuoses de l'instrument on peut citer Bazoumana Sissoko, Moriba Koïta, Bassekou Kouyaté, Abou Sy et Baba Sissoko, Badje Tounkara et dans la plus jeune génération Abdoulaye Koné dit "Kandiafa", Youssouf Diabate de Kita au Mali.

## Dozo n'goni et Kamélé n'goni
Principalement utilisés au Mali, le dozo n'goni ou doussou n'goni ( instrument des chasseurs ), de quatre à six cordes, pentatonique, et le kamélé n'goni ( instrument des jeunes hommes ), de six à douze cordes, accordé avec la voix du musicien, sont des harpes-luths cousins de la kora.

### Facture
Long de 150 cm, il est constitué d'une demi-calebasse recouverte d'une peau (le plus souvent de chèvre) dans laquelle passe un bambou plein  (le manche). Les cordes, sur deux rangées, suivent la même ligne que le manche.

### Jeu
Comme la kora, on en joue en pinçant alternativement à droite et à gauche du grand chevalet, les cordes.

## Tidinit
Pour un article plus général, voir musique mauritanienne.